# Bărboi
Bărboi – wieś w Rumunii, w okręgu Dolj, w gminie Grecești. W 2011 roku liczyła 414 mieszkańców.